# Silická Jablonica
Silická Jablonica (Hongaars: Jablonca) is een Slowaakse gemeente in de regio Košice, en maakt deel uit van het district Rožňava.
Silická Jablonica telt 208 inwoners.